# 静岡県立富岳館高等学校
静岡県立富岳館高等学校（しずおかけんりつ ふがくかんこうとうがっこう）は、静岡県富士宮市弓沢町にある県立高等学校。通称は「ふがく」。

## 設置学科
- 総合学科
  - 人文科学系列
  - 自然科学系列
  - 生物生命系列
  - 工業テクノロジー系列
  - 情報ビジネス系列
  - キャリア教養系列
  - こども地域福祉系列

## 沿革
- 1903年 - 静岡県富士郡立富士農林学校として開校
- 1919年 - 静岡県立大宮農学校へ改称
- 1942年 - 静岡県立富士宮農学校へ改称
- 1948年 - 静岡県立富士宮農業高等学校へ改称
- 2002年 - 静岡県立富岳館高等学校へ改称

## 著名な出身者
- 平岡市三 - 経済学者、元参議院議員、元大蔵省政務次官
- 渡辺安夫 - 元静岡大学教授

## 交通
- JR身延線源道寺駅より徒歩10分
- JR身延線富士宮駅より徒歩15分